# Burstall
Burstall ist ein Dorf und eine Verwaltungseinheit im District Babergh in der Grafschaft Suffolk, England. Burstall ist 7,1 km von Ipswich entfernt. Im Jahr 2022 hatte es 1220 Einwohner. Burstall wurde 1086 im Domesday Book als Burgestala/Burghestala erwähnt.